# Млада Липовецька
Млада Липовецька (справжнє ім'я Раїса Норляндер, інший псевдонім — Таїса Бельман; нар. 1897, Рівне, Волинська губернія — пом. 1963, Турин, Італія) — українська культурна діячка єврейського походження. Камерна співачка, перекладачка української літератури італійською мовою, публіцист, популяризаторка української пісні та творчості Тараса Шевченка в Італії.

## Життєпис
Млада Липовецька народилася у 1897 році у Рівному. У 1914 році вона закінчила Миколаївський інститут для дівчат-сиріт у Санкт-Петербурзі і того ж року виїхала до Італії навчатися співу.
В Італії виступала з концертами, пропагуючи українську народну пісню. Була однією із засновників Українського центрального комітету у Римі. З 1919 по 1920 рік — член редколегії часопису «La voce dell'Ucraina» та інформаційного бюлетеня «Ufficio Ucraino della Stampa», які заснувало Бюро української преси при дипломатичній місії УНР у Римі. Втративши голос, від 1919 Липовецька перекладала італійською мовою твори українських письменників, зокрема Котляревського, Шевченка, Лесі Українки, Франка, Олександра Олеся. Особливу увагу приділила популяризації творчості Тараса Шевченка. 1919 у часописі «La voce dell'Ucraina» опублікувала перші свої переклади італійською мовою його поезій: «Заповіт», «І мертвим, і живим…», «Чигрине, Чигрине». Переклад Липовецької вірша «Заповіт» пізніше було передруковано у книгах, присвячених Україні, Л. Майнарді (1933), Р. Бондіолі (1939), Л. Сальвіні (1942).

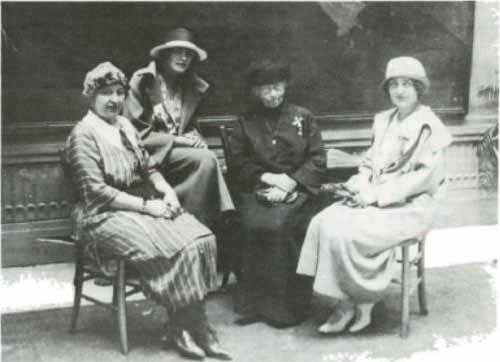
Українська делегація на Міжнародному Жіночому Конгресі в Римі 1923 р. Зліва: П. Ю. Зеленевська, Млада Липовецька, С. Русова, Н. Кукулинська-Онацька.

Знайомство Млади Липовецької із поетом Чезаре Меано, увінчалося 1926 року великою спільною роботою — підготовкою збірника перекладів віршів і поем Кобзаря. З фінансових причин видання тоді не відбулося, але М. Липовецька продовжила популяризацію творчої спадщини поета. Заснувавши у Турині 1930 році літературно-історичний збірник «Ucraina», вона розпочала публікувати на його шпальтах поезії Шевченка у супроводі статей з історії і літератури України. Спільно зі своїм чоловіком Чезаре Меано переклала й підготувала до друку збірку вибраної лірики із «Кобзаря» — «Taras Scevcenko. Liriche Scelte dal „Cobsar“», виданої в Турині, Мілані Флоренції, Римі; Неаполі, та Палермо, яка містить 38 віршів і поем з ґрунтовною передмовою Липовецької про життя і творчість поета. Окремі переклади творів Тараса Шевченка («Доля», «Муза», «Слава», «Мені однаково», «І небо невмите, і заспані хвилі», «Тарасова ніч», «Садок вишневий коло хати», «Кавказ», «Ой люлі, люлі, моя дитино») Млада Липовецька опублікувала в італійській періодиці, зокрема у журналі «Ucraina».
Відновлюючи поему Шевченка «Кавказ», Липовецька шукала не прямолінійних, а внутрішньозмістових лексичних відповідностей італійських і українських слів та словосполучень. У перекладі Млади Липовецької вірш «Садок вишневий коло хати» називається «Вечір». Переклала італійською мовою також новелу «Кленові листки» Василя Стефаника, драми «Брехня» та «Чорна Пантера і Білий Ведмідь» Володимира Винниченка. Її переклади тяжіють до буквальності, хоча деякі реалії адаптовано в розрахунку на італійського читача. Липовецька концентрувала увагу на передаванні самого змісту, плину авторської думки, порівнянь, епітетів, метафор.
Липовецька також є авторкою розвідок про Лесю Українку, Наталію Кобринську в італійських виданнях. 1930 у Турині заснувала культурологічний, літературно-публіцистичний журнал-збірник у формі брошури «Ucraina: Sei quaderni a cura di Mlada Lipovetzka», в якому публікувала довільні переклади поезій Шевченка зі своїми коментарями, супроводом роздумів про історію та літературу України. У збірці «Ucraina» (1932) праці Липовецької проаналізував професор літератури Туринського університету академік Артуро Фарінеллі. За сприяння й підтримки Софії Русової 20 травня 1923 була наймолодшим делегатом 14-го Міжнародного жіночого конгресу, що проходив у Римі. Після перемоги у 1922 фашистської партії в Італії підтримала модель побудови авторитарного суспільства, вірила, що фашистська ідеологія силою переможе більшовизм. Своє бачення висловила в роздумах «Кілька слів про фашизм». Брала участь у ювілейному святі з нагоди проголошення Соборності України 24 січня 1959 у Римі за сприяння Українсько-італійського товариства. Чезаре Меано у 1938 році присвятив Липовецькій роман «Questa povera Arianna» (укр. «Серця на грані»).
Померла Млада Липовецька у 1963 році в Турині.